# Mylène Farmer
Mylène Farmer (Montreal, 12 de setembro de 1961), cujo nome verdadeiro é Mylène Jeanne Gautier, é uma cantora, compositora e atriz francesa, de origem canadense. Ela é conhecida como a "Rainha do Pop Francês".
Tendo vendido mais de 30 milhões de cópias, é a artista musical de maior sucesso em todos os tempos no território francês.
Mudou-se para França terra natal dos seus pais, aos oito anos de idade. O seu apelido artístico, Farmer, foi adotado em homenagem a atriz de cinema Frances Farmer. Em sua adolescência, passa três anos no cours Florent e participa em alguns castings para modelo e manequim fotográfico.
Enigmática, misteriosa e muitas vezes alvo da crítica da imprensa pelo seu silêncio promocional, Mylène Farmer é a maior e mais bem sucedida cantora francesa dos últimos anos.

## Biografia

### Anos 1980
Em 1983 Mylène Farmer encontra Laurent Boutonnat. Ele será durante anos seu produtor, compositor e realizador de videoclips. Em 1984 será ele o impulsionador para que Mylène Farmer dê voz à música "Maman a tort", a sua primeira canção com letras de Laurent Boutonnat. Contudo é em 1986 com o primeiro álbum "Cendres de Lune" e com a música "Libertine" escrita por Mylène Farmer que a rampa de lançamento para o seu estrondoso sucesso fica lançada. Acompanhado de um videoclip inédito para a altura, como que um curta metragem realizado por Laurent Boutonnat, teve continuidade com a música "Pourvu qu'elles soient douces".
Em 1988 sai o seu segundo álbum "Ainsi soit je...", que é distinguido com o disco de diamante pelas 1 800 000 cópias vendidas, de onde é proveniente a música "Sans contrefaçon" e "Pourvu qu'elles soient douces". É com este videoclip que o público se rende ao universo de Mylène Farmer e as vendas chegam a ser de 15 000 exemplares por dia útil em dezembro de 1988. Foi graças a esta música que, nesse mesmo ano, Mylène Farmer ganhou um prémio na cerimónia Victoires de la musique.
Em seguida Mylène Farmer ingressa na sua primeira digressão de nome "En Concert", de onde é proveniente o álbum "En Concert" editado em 1989 com 2 CDs. A realização dos fatos para o concerto ficou a cargo de Thierry Mugler.

### Anos 1990
Em março de 1991 sai o single "Désenchantée" que por si só vende cerca de 1 800 000 exemplares. Esta música faz parte do seu terceiro álbum de originais "L'Autre..." (2 200 000 cópias vendidas).
A pedido de Mylène Farmer, Luc Besson realizou o videoclip de "Que mon coeur lâche", uma música inédita que serviu para publicitar o seu primeiro álbum de compilações "Dance Remixes" de 1992.
Em 1993 Mylène Farmer participa no que será o seu primeiro e até hoje único filme "Giorgino", sob a direcção de Laurent Boutonnat. "Giorgino" estreou em outubro de 1994. Após "Giorgino" Mylène Farmer faz uma pausa prolongada na sua carreira e retira-se para a Califórnia. Ela muda de imagem e encontra-se, reflexo disso é o seu álbum seguinte.
"Anamorphosée" sai em outubro de 1995 é um álbum que apresenta uma Mylène Farmer mais vivaz e sedutora. As fotografias de apresentação da nova imagem e do álbum ficaram a cargo de Herb Ritts. De seguida Mylène Farmer anuncia a sua segunda digressão, de onde é proveniente o álbum "Live à Bercy". Para estes concertos a artista confiou em Paco Rabanne para a criação dos fatos.
Em março de 1999 Mylène Farmer retoma de novo a sua carreira, após uma estadia em Los Angeles, e lança a música "L'Âme-stram-gram" com um videoclip filmado na China pelo realizador Ching Siu Tung. O seu quinto álbum "Innamoramento" sai no fim de 1999, e é com a música "Je te rends ton amour", realizada por François Hanss, que Mylène Farmer se vê a braços com a censura do seu videoclip nos canais de televisão que se recusam a passá-lo.

### Anos 2000
Mais uma vez Mylène Farmer entra em digressão com "Mylenium Tour" por França, Bélgica, Suíça e Rússia. Esta digressão deu origem ao CD duplo "Mylenium Tour", editado também em VHS e DVD. Um espetáculo sem precedentes e arrebatador, onde p foco central da decoração era uma enorme estátua inspirada num desenho de H.R.Giger.
Em 2001 é editado o primeiro Best-of de Mylène Farmer, "Les Mots" que é lançado com um dueto com Seal, música que confere o nome ao álbum. Outra música deste álbum a ser explorada foi "C'est une belle journée" que teve direito a um videoclip feito com desenhos da própria Mylène Farmer. 
Algum tempo mais tarde sai também o videoclip da música "Pardonne-moi", desta vez realizado por Laurent Boutonnat. É neste ano que Mylène Farmer recebe na cerimónia dos NRJ Music Awards, pela terceira vez, o prémio para a Melhor artista francófona do ano de 2001.
No início de 2003 Mylène Farmer recebe pela quarta vez consecutiva o prémio para a Melhor Artista Francófona na cerimónia dos NRJ Music Awards. Por este feito ela entra para o Guinness.
Neste mesmo ano lança o seu primeiro livro escrito, um conto "Lisa-Loup et le conteur", acompanhado de ilustrações feitas pela própria artista. É também editado um novo álbum "Remixes", que conta com a remistura dos títulos mais populares da cantora.
Em 2005 é lançado o álbum "Avant que l'ombre..." que é precedido pelo single "Fuck Them All" com o videoclip realizado por Agustin Villaronga. Deste álbum foram também lançados em single as músicas "Q.I.", "Redonne-moi", "L'Amour n'est rien..." e "Peut-être toi".
Em janeiro de 2006 Mylène Farmer deu treze concertos no Palais Omnisports de Paris em Bercy, "Avant que l'ombre... a Bercy". Treze datas completamente esgotadas quase com um ano de antecedência, um espetáculo com tecnologia inédita e não transportável visto por 170.000 espectadores, montada pelo estúdio de Mark Fisher, com um palco principal gigantesco e uma cruz (palco secundário) no meio do recinto. Franck Sorbier foi o criador dos fatos para estes concertos. No dia 21 de janeiro de 2006 Mylène Farmer recebe o prémio de Melhor Álbum Francófono do Ano pelo seu álbum "Avant que l'ombre..." aquando da cerimónia dos NRJ Music Awards.
No final de setembro de 2006, começou a rodar nas rádios o novo dueto de Mylène Farmer, desta vez com o conhecido Moby: um remake do single "Slipping Away", que rápidamente chegou aos tops da Europa.
Novidades em 2008, com o lançamento do primeiro single "Dégénération" do álbum "Point de Suture" com saída prevista em agosto de 2008.
Em abril de 2010, saiu um novo single "Paradis Inanimé", que deu um grande sucesso.
Nesse mesmo ano a cantora decidiu lançar um single inédito "Oui mais non" que alcançou o topo das paradas francesas e belgas, seu oitavo album titulado "Bleu noir" alcançou o status de Diamante somente trés meses após o lançamento.

## Discografia

### Álbuns
- Cendres de lune (1 abril 1986) 700 000 exemplares vendidos
- Ainsi soit je... (14 março 1988) 1 800 000 exemplares vendidos
- L'Autre... (9 abril 1991) 2 200 000 exemplares vendidos
- Anamorphosée (17 outubro 1995) 1 400 000 exemplares vendidos
- Innamoramento (7 abril 1999) 1 400 000 exemplares vendidos
- Avant que l'ombre... (4 abril 2005) 800 000 exemplares vendidos
- Point de Suture (25 agosto 2008) 800 000 exemplares vendidos
- Bleu Noir (6 dezembro 2010) 800 000 exemplares vendidos
- Monkey Me (3 dezembro 2012) 700 000 exemplares vendidos
- Interstellaires (6 novembro 2015) 500 000 exemplares vendidos
- Désobéissance (28 setembro 2018)

### Álbuns de concertos
- Mylène Farmer En concert: Tour 89 (1989)
- Live à Bercy (1997)
- Mylenium Tour (2000)
- Avant que l'ombre... à Bercy (Live 2006) (2006)
- N°5 on Tour (2009)
- Timeless 2013 (2013)
- Live 2019 (2019)

### Compilações
- Dance Remixes (1992)
- Les Mots (best-of) (2001)
- Mylène Farmer: Remixes (2003)
- 2001-2011 (best-of) (2011)

### Compactos
(Canções com vídeo musical realizado por Laurent Boutonnat, excepto quando mencionado em contrário.)
- 1984 : Maman a tort
- 1985 : On est tous des imbéciles (sem videoclip)
- 1985 : Plus grandir
- 1986 : Libertine
- 1987 : Tristana
- 1987 : Sans contrefaçon
- 1988 : Ainsi soit je...
- 1988 : Pourvu qu'elles soient douces
- 1989 : Sans logique
- 1989 : À quoi je sers...
- 1989 : Allan (versão Live)
- 1990 : Plus grandir (versão Live)
- 1991 : Désenchantée
- 1991 : Regrets (dueto com Jean-Louis Murat)
- 1992 : Je t'aime mélancolie
- 1992 : Beyond my control
- 1993 : Que mon cœur lâche (videoclip de Luc Besson)
- 1995 : XXL (videoclip de Marcus Nispel)
- 1995 : L'instant X (videoclip de Marcus Nispel)
- 1996 : California (videoclip de Abel Ferrara)
- 1996 : Comme j'ai mal (videoclip de Marcus Nispel)
- 1997 : Rêver
- 1997 : La poupée qui fait non (versão live, dueto com Khaled)
- 1997 : Ainsi soit je... (versão live)
- 1999 : L'Âme-Stram-Gram (videoclip de Ching Siu Tung)
- 1999 : Je te rends ton amour (videoclip de François Hanss)
- 2000 : Souviens-toi du jour... (videoclip de Marcus Nispel)
- 2000 : Optimistique-moi (videoclip de Michael Haussman)
- 2000 : Innamoramento (videoclip de François Hanss)
- 2000 : Dessine-moi un mouton (versão live)
- 2000 : L'histoire d'une fée, c'est... (sem videoclip)
- 2001 : Les mots (dueto com Seal)
- 2002 : C'est une belle journée videoclip animado de Benoit Di Sabatino)
- 2002 : Pardonne-moi
- 2005 : Fuck them all (videoclip de Agustin Villaronga)
- 2005 : Q.I (videoclip de Benoit Lestang)
- 2006 : Redonne-moi (videoclip de François Hanss)
- 2006 : L'Amour n'est rien... (videoclip de Benoit Di Sabatino)
- 2006 : Peut-être toi (videoclip de Production I.G)
- 2006 : Slipping Away (Crier la vie) (com Moby, videoclip de Hugo Ramirez)
- 2006 : Avant que l'ombre... live (filmado ao vivo por François Hanss)
- 2007 : Deshabillez-moi (filmado ao vivo por François Hanss)
- 2008 : Dégénération (videoclip de Bruno Aveillan)
- 2008 : Appelle mon numéro (videoclip de Benoît Di Sabatino)
- 2009 : Si j'avais au moins... (videoclip de Bruno Aveillan)
- 2009 : C'est dans l'air (videoclip de Alain Escallé)
- 2009 : Sextonik (sem videoclip)
- 2010 : Paradis inanimé (filmado ao vivo por François Hanss)
- 2010 : Oui mais... non (videoclip de Chris Sweeney)
- 2011 : Bleu Noir (videoclip de Olivier Dahan)
- 2011 : Lonely Lisa (videoclip de Roy Raz)
- 2011 : Du Temps
- 2012 : À l'ombre
- 2013 : Je te dis tout (videoclip de François Hanss)
- 2013 : Monkey Me (videoclip de Eric Delmotte e Luc Froehlicher)
- 2015 : Stolen Car (dueto com Sting, videoclip de Bruno Aveillan)
- 2016 : City of Love (videoclip de Pascal Laugier)

## Participação em bandas sonoras
- Filme: Pédale douce com a música: Sans contrefaçon
- Filme: Les Razmokets à Paris (Rugrats em Paris) com a música: L'histoire d'une fée, c'est...
- Filme: Jacquou le Croquant de Laurent Boutonnat com a música Devant Soi

## Participação em filmes de animação
- 2006 Filme: Arthur et les Minimoys  de Luc Besson, faz a dobragem de voz da personagem Sélénia, na versão francesa.

## Videografia

### DVD
- Live à Bercy (1997)
- Mylenium Tour (2000)
- Mylène Farmer: Music Videos I (2000)
- Mylène Farmer: Music Videos II & III (2000)
- Les Mots (2002)
- Fuck them All (2005)
- Mylène Farmer: Music Videos IV (2006)
- Avant que l'ombre... à Bercy (Live 2006) (2006)
- Giorgino (2007)
- Stade de France (2010)
- Timeless (2013)
- Live 2019 (2019)

### VHS
- Mylène Farmer En concert: Tour 89 (1989)
- Giorgino (1994)

## Troféus
- World Music Awards:
  - Melhores Vendas Francesas (1993)
- Victoires de la musique:
  - Victoire da cantora francófona (1988)
  - Victoire do álbum francófono mais exportado (Anamorphosée) (1997)
  - Victoire da melhor cantora dos últimos 20 anos (2005)
- M6 Awards:
  - Melhor Videoclip (2000)
- NRJ Music Awards:
  - Melhor Concerto (2000)
  - Melhor Álbum Francófono (2000)
  - Melhor Artista Feminina Francófona (2000)
  - Melhor Artista Feminina Francófona (2001)
  - Melhor Artista Feminina Francófona (2002)
  - Melhor Artista Feminina Francófona (2003)
  - Melhor Álbum Francófono (2006)
  - Melhor Álbum Francófono (2009)